# Клотилда Млада
Клотилда Млада (Clotilde; Chlodechild; Chrodechildis; около 497; † 531) е кралица на вестготите.

## Биография
Дъщеря е на меровингския крал на салическите франки Хлодвиг I и втората му съпруга Света Клотилда Бургундска, дъщеря на бургундския крал Хилперих II. Внучка по бащина линния е на крал Хилдерих I (упр. 457 – 481 г.). Сестра е на Хилдеберт I, Хлодомер, Хлотар I и Ингомер, който умира като дете. Полусестра е на Теодорих I.
Тя се омъжва през 526 или 527 г. за вестготския крал Амаларих, син на Аларих II. Клотилда e християнка, a Амаларих и вестготите са еретици ариани. Амаларих се опитва с тормоз да откаже Клотилда от ортодоксалната християнска вяра. Това е причина за война между нейния брат Хилдеберт I и съпруга ѝ. Амаларих е победен, бяга в Барселона и е убит от неговите войници.
Клотилда се връща с франкската войска във Франция, но по пътя умира. Погребана е в Апостолската църква в Париж.